# O Anjo Azul
Der Blaue Engel (O Anjo Azul no Brasil e em Portugal) é um filme da fase expressionista/realista alemã, marcado pela tragédia e degradação, baseado no livro Professor Unrat de Heinrich Mann. O filme que levou Marlene Dietrich ao estrelato.

## Enredo
O filme começa na Alemanha de Weimar, em 1925. O protagonista é Immanuel Rath (Emil Jannings), um professor de ginásio que ensina inglês e literatura. Ele descobre que muitos de seu alunos estão com fotografias de Lola Lola (Marlene Dietrich), uma atriz de um cabaré local denominado Anjo Azul, embora Immanuel não a conheça. Então ele pergunta a um de seus alunos que possuía essas fotos, onde ele fala que foi nesse cabaré. Naquela noite, Immanuel vai até o Anjo Azul para pedir à Lola que pare de seduzir seus alunos. Mas inesperadamente, ele acaba se apaixonando pela atriz, e se interessa por suas apresentações. Dias depois, ele visitou à casa de Lola e disse que ama, um pouco antes de perceber que estava atrasado para a escola, e foi correndo para o local. Ao chegar lá, é zombado pelo seus alunos, já que mostrou maus exemplos ao se apaixonar pela atriz, e em seguida, é demitido do cargo de professor, pelo diretor da escola. Depois, volta para a casa da atriz, lhe presenteia com flores e lhe pede em casamento. Lola aceita e então eles passam a morar juntos, e tem um casamento aparentemente feliz. Pelos 4 anos seguintes, até 1929, Immanuel vive pelo sustento de Lola, e se vê como um vagabundo e pensa em abandonar à casa da atriz. Ele também percebe traição de Lola, e no mesmo dia, ela o usa como palhaço de seu show. O filme acaba com uma cena dele voltando à sua antiga sala de aula, à noite, se sentindo rejeitado e humilhado.

## Ficha técnica adicional
- Estúdio: Universum Film S.A.
- Distribuição: Paramount Pictures / Kino International
- Direção: Josef von Sternberg
- Produção: Erich Pommer
- Fotografia: Günther Rittau
- Direção de Arte: Otto Hunte
- Edição: Walter Klee e Sam Winston